# Zoran Mikulić
Zoran Mikulić (nascut el 24 d'octubre de 1965), és un exjugador d'handbol croat, que va participar en els Jocs Olímpics d'Estiu de 1996.
El 1996, formà part de la selecció croata que va guanyar la medalla d'or a les olimpíades d'Atlanta.
Té el rècord de màxim golejador en un sol partit de la Lliga ASOBAL, amb 21 gols.